# Andrea Verni
Andrea Verni   (Roma, 1765 - Parma, agost 1822) fou un baix italià.
Va debutar a l'òpera al voltant de 1790. De 1800 a 1816, va cantar a La Scala de Milà, on va cantar Don Magnifico a la Ventafocs de Stefano Pavesi Agattina de 1814. També va actuar com a Don Magnifico, en l'estrena de La Cenerentola de Gioachino Rossini el 25 de gener de 1817 a Roma. No va ser l'únic cantant en la seva família, el seu cosí Pietro Verni va crear Gilberto en l'estrena d'Enrico di Borgogna de Donizetti.